# آرتیست پوینت (آرکانزاس)
آرتیست پوینت (به انگلیسی: Artist Point) یک منطقهٔ مسکونی در ایالات متحده آمریکا است که در شهرستان کرافورد، آرکانزاس واقع شده‌است. آرتیست پوینت  ۴۹۱٫۹۵ متر بالاتر از سطح دریا واقع شده‌است.